# Lijst van voetbalinterlands Oostenrijk - Tsjechië
Deze lijst van voetbalinterlands is een overzicht van alle officiële voetbalwedstrijden tussen de nationale teams van Oostenrijk en Tsjechië. De landen speelden tot op heden vier keer tegen elkaar. De eerste ontmoeting, een kwalificatiewedstrijd voor het Europees kampioenschap voetbal 2004, werd gespeeld in Praag op 2 april 2003. Het laatste duel, een vriendschappelijke wedstrijd, vond plaats op 3 juni 2014 in Olomouc.

## Wedstrijden
| № | Plaats  | Datum            | Competitie           | Wedstrijd             | Uitslag |
| - | ------- | ---------------- | -------------------- | --------------------- | ------- |
| 1 | Praag   | 2 april 2003     | EK 2004 kwalificatie | Tsjechië − Oostenrijk | 4 − 0   |
| 2 | Wenen   | 11 oktober 2003  | EK 2004 kwalificatie | Oostenrijk − Tsjechië | 2 − 3   |
| 3 | Wenen   | 22 augustus 2007 | Vriendschappelijk    | Oostenrijk − Tsjechië | 1 − 1   |
| 4 | Olomouc | 3 juni 2014      | Vriendschappelijk    | Tsjechië − Oostenrijk | 1 − 2   |

## Samenvatting
| Competitie        | Totaal gespeeld | Winst Oostenrijk | Gelijk | Winst Tsjechië | Doelsaldo Oostenrijk – Tsjechië |
| ----------------- | --------------- | ---------------- | ------ | -------------- | ------------------------------- |
| EK-kwalificatie   | 2               | 0                | 0      | 2              | 2 − 7                           |
| Vriendschappelijk | 2               | 1                | 1      | 0              | 3 − 2                           |
| Totaal            | 4               | 1                | 1      | 2              | 5 − 9                           |

## Details

### Eerste ontmoeting
| EK 2004 kwalificatie (Praag, Tsjechië, 2 april 2003):                       |       |            |
| Tsjechië                                                                    | 4 – 0 | Oostenrijk |
| Pavel Nedvěd 19' Jan Koller 32' Marek Jankulovski 56' (pen.) Jan Koller 62' | goals |            |

### Tweede ontmoeting
| EK 2004 kwalificatie (Wenen, Oostenrijk, 11 oktober 2003):                                                        |       |                                                           |
| Oostenrijk | 2 – 3 | Tsjechië                                                  |
| Mario Haas 48' Andreas Ivanschitz 78'                                                                             | goals | 27' Marek Jankulovski 80' Štěpán Vachoušek 90' Jan Koller |
| - Debuut van Joachim Standfest (Grazer AK) voor Oostenrijk. - Debuut van Petr Voříšek (FK Teplice) voor Tsjechië. |       |                                                           |